# Wonosari (Mesuji Timur)
Wonosari is een bestuurslaag in het regentschap Mesuji van de provincie Lampung, Indonesië. Wonosari telt 2383 inwoners (volkstelling 2010).